# Ceriano Laghetto
Ceriano Laghetto [tʃeˈrjaːno laˈɡɛtto] – miejscowość i gmina we Włoszech, w regionie Lombardia, w prowincji Monza i Brianza.
Według danych na rok 2004 gminę zamieszkiwało 5449 osób,  a gęstość zaludnienia wynosiła 778,4 osób/km².